# Laagpakket van Kosberg

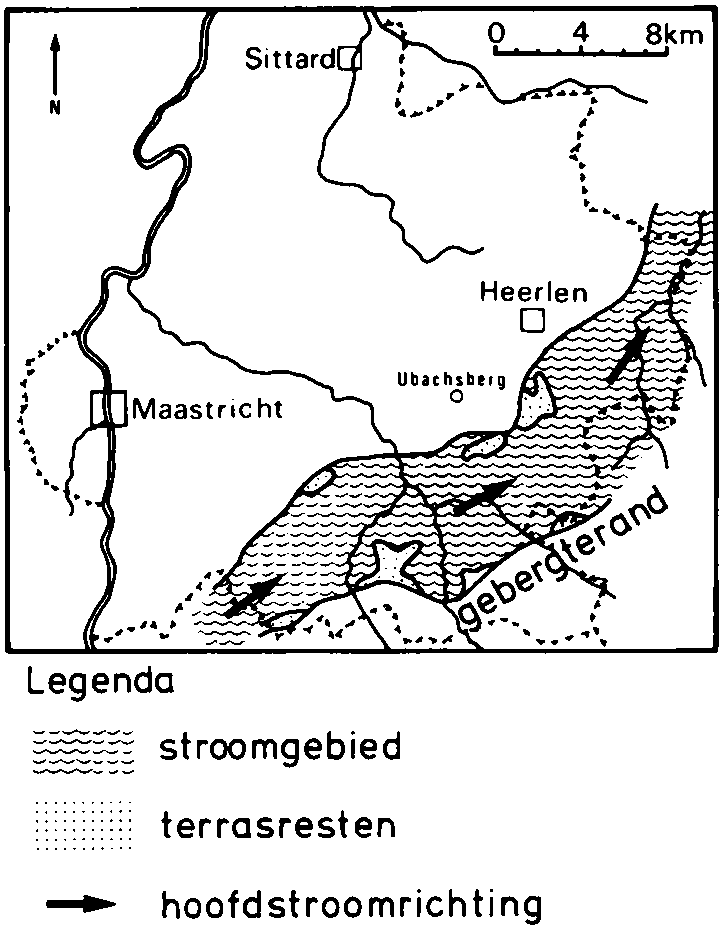
De Kosberg-fase van de Oostmaas, de fase waarin het Laagpakket van Kosberg werd afgezet

Het Laagpakket van Kosberg, voorheen ook bekend als de Afzettingen van Kosberg, is een afzetting uit de Formatie van Beegden (voorheen de Formatie van Tegelen) in de Boven-Noordzee Groep. Het laagpakket werd afgezet in de Kosberg-fase van de Oostmaas in het vroeg Pleistoceen (Praetiglien-Tiglien).
De afzetting is vernoemd naar de buurtschap Kosberg.

## Voorgeschiedenis
Het gebied van de Ardennen en Zuid-Limburg was aan het einde van het Tertiair een schiervlakte waar de Oermaas stroomde. Op deze schiervlakte werd door de rivier het Laagpakket van Waubach afgezet.

## Het dal van de Oostmaas
Door de opheffing van het Ardennen-Rijnlandse-Massief worden de uit het zuiden komende rivieren gedwongen zich in te snijden in het langzaam rijzende gebied. Dit gaat gepaard met sterke erosie in de Ardennen en het zuidelijke gelegen Vogezengebied. Grof gebergtepuin wordt naar Zuid-Limburg getransporteerd en herkent men nu voor het eerst een uit het zuiden komende rivier die de Maas te noemen is.
Het oudste morfologisch herkenbare dal van de Maas strekt zich uit van Luik over Eijsden, Noorbeek, Gulpen, Simpelveld, Kerkrade naar Jülich, waar de Maas uitmondde in de Rijn. Dit is het dal van de Oostmaas. In het noorden wordt dit dal begrensd door een hoge rug die loopt van Hallembaye (Eiland van Hallembaye) naar de hoogte van Banholt (Eiland van Banholt) en de hoogte van Ubachsberg (Eiland van Ubachsberg) bij de Huls. Door de latere doorbraak van de Maas naar het westen zijn grote delen van de noordelijke dalwand verdwenen en zijn alleen de voornoemde punten voor erosie gespaard gebleven. Dit dal is dan verder te volgen langs de oostrand van het Eiland van Ubachsberg naar Waubach. Ten noorden van de Feldbissbreuk, in het dalingsgebied, vervaagt de noordelijke dalwand.
De zuidelijke dalwand wordt gevormd door de zogenoemde gebergterand, een steilrand die de zuidelijke begrenzing vormt van het sedimentatiegebied van de Maas. Deze gebergterand, die tevens de noordrand van de schiervlakte vormt, loopt langs Hoogcruts, Epen, Vijlen en via Orsbach over Duits gebied in de richting van Vetschau ten noorden van Laurensberg.

## Terrassen

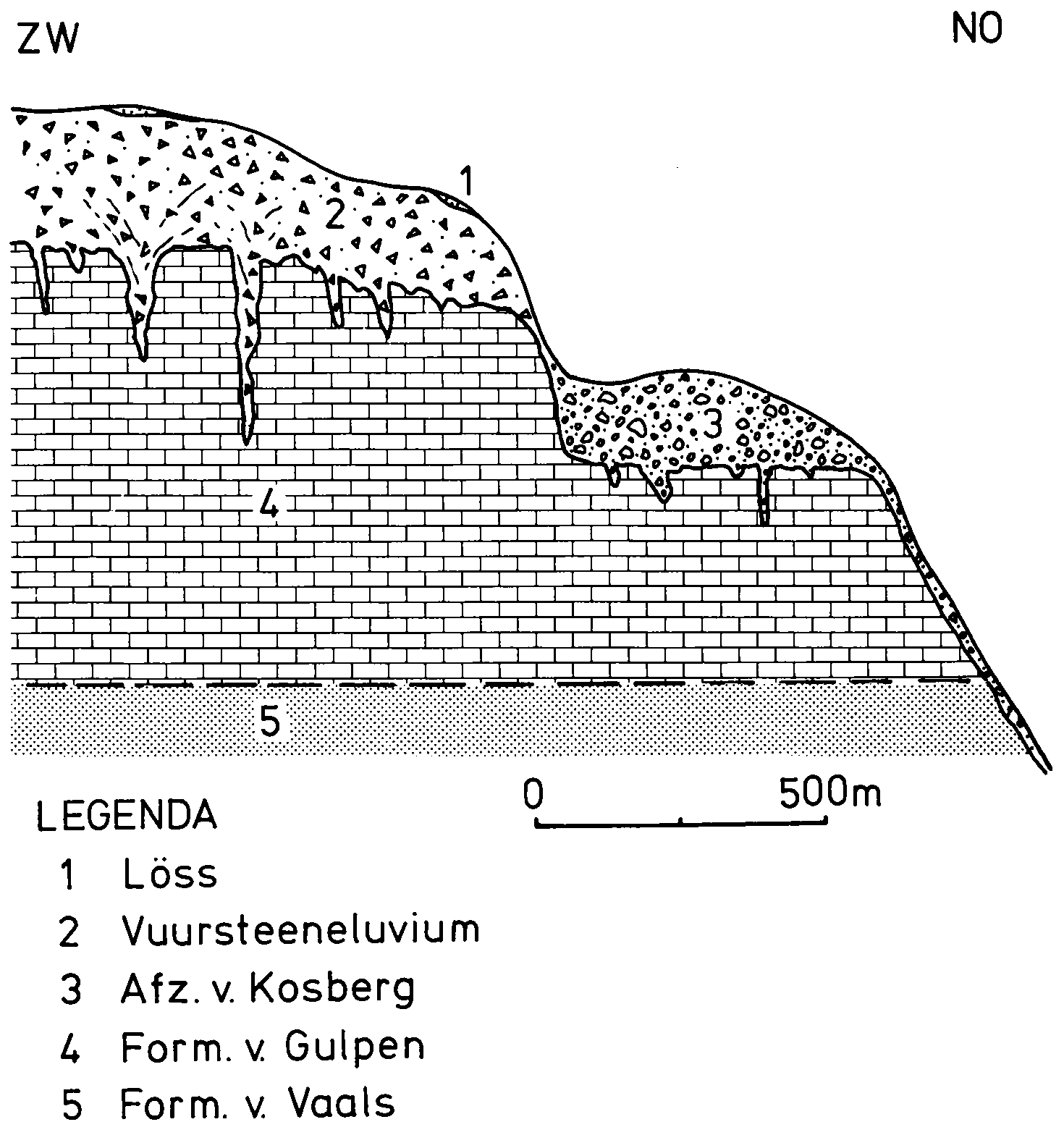
Geologisch profiel van de gebergterand bij Kosberg

In het dal van de Oostmaas zijn enkele terrassen te onderscheiden. De oudste fase wordt gevormd door het Laagpakket van Kosberg, gevolgd door het Laagpakket van Crapoel, daarna het Laagpakket van Noorbeek en ten slotte de jongste door het Laagpakket van Simpelveld. Het niveau van de basis van het Laagpakket van Kosberg ligt op circa 190 meter boven NAP, terwijl de basis van het Laagpakket van Simpelveld circa 25 meter lager ligt. In het Laagpakket van Kosberg kunnen twee niveaus worden onderscheiden: het niveau van Kosberg en het iets jongere en dus ook lager gelegen niveau van Crapoel.
Van grote betekenis voor de dalvorming was de langzame opheffing en daarmee gepaard gaande insnijding waardoor het mogelijk is de afzettingen aan de hand van hun hoogteligging van elkaar te onderscheiden.
Het huidige niveau van de basis van het Laagpakket van Kosberg ligt op circa 190 meter boven NAP, terwijl de basis van het Laagpakket van Simpelveld circa 25 meter lager ligt.

## Afzettingen
Het Laagpakket van Kosberg bestaat uit Maasgrind en zand die door de Oostmaas is afgezet. Het gaat om overwegend grove zanden en grinden die aan de randen een kleiige afzetting hebben die hier afgezet zijn in een vrij warm klimaat.
Een hulpmiddel voor een relatieve ouderdomsbepaling vormt de gesteente-inhoud van de diverse afzettingen. Globaal kan gesteld worden dat het kwartspercentage afneemt naarmate de afzettingen jonger worden. De gesteente-inhoud geeft tevens vrij nauwkeurig aanwijzingen over het herkomstgebied en de erosie en insnijding in het achterland. Het kwartspercentage van het Laagpakket van Kosberg ligt tussen 60 - 70%. Dit hoge percentage wordt voor een deel veroorzaakt door opname van gesteenten uit het Laagpakket van Waubach. Opvallend is dat nu ook typische Ardennengesteenten zoals Revinienkwartsieten en Devonische zandstenen en kwartsieten een wezenlijk bestanddeel van het grind uitmaken. Goed afgeronde kwartsieten, lydieten en sporadisch Taunuskwartsieten wijzen op aanvoer uit het Bontzandsteenconglomeraat. Dit conglomeraat komt voor langs de noordrand van de Vogezen en bedekte zelfs grote delen van dit oude kristallijne gebergte. Het vrij hoge percentage gerolde vuursteen is afkomstig uit geërodeerde tertiaire afzettingen evenals de goed afgeronde zoetwaterkwartsieten waarvan de herkomst gezocht moet worden in het stroomgebied van de Samber. De dikte van het grind kan sterk wisselen onder invloed van erosie of verkarsting van de top van de kalkstenen uit de Formatie van Gulpen. Een goed voorbeeld hiervan was de voormalige groeve te Kosberg die geheel is opgevuld. Groeven in het Laagpakket van Kosberg bevinden zich in het Schweibergerbos de Groeve Bissen bij Bissen, de Groeve Crapoel bij Crapoel, de Grindgroeve Elzetterbos in het Vijlenerbos en de Groeve Banholtergrubbe bij Banholt.
Op een aantal plaatsen komen in de top van het grind resten voor van een fossiele rode bodem die op een subtropisch of tropisch klimaat wijst. Op grond hiervan wordt het Laagpakket van Kosberg tot het Tertiair (Plioceen) gerekend.
Hernieuwde insnijding zorgde voor de erosie van een groot deel van het Laagpakket van Kosberg. Alleen in de flanken van het dal bleven terrasresten bewaard. In het achterland snijdt de Maas zich steeds dieper in en dikke pakketten zand en grof grind, die tot 12m dik kunnen zijn, worden afgezet.